# Kortisol

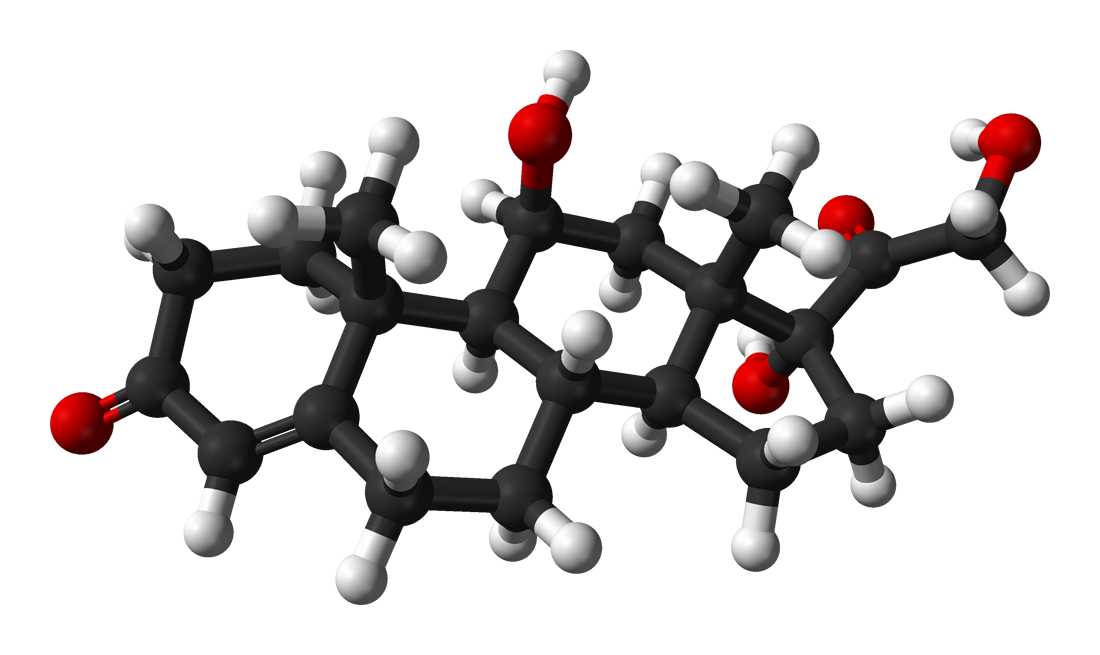
Modell av kortisolmolekyler (C_{21}H_{30}O_{5})

Kortisol eller hydrokortison är ett steroidhormon som tillverkas av kolesterol och insöndras från binjurarna, ofta i relation till stress. Kortisol ingår i gruppen glukokortikoider. Kortisol som läkemedel kallas vanligen hydrokortison.

## Produktion
Kortisol bildas i varierad mängd under dygnet, påverkat av dygnsrytmen, av den så kallade hypotalamusklockan. Nivåerna är som lägst precis före morgonen, och som högst vid uppvaknandet. Kortisol utsöndras också till följd av stress. 
Binjurarna bildar kortisol genom att med flera enzymer, i synnerhet en form av cytokrom P450 (steroid-21-monooxygenas; CYP21), ombilda steroidprekursorn kolesterol där kortison är en fas i produktionen. Kolesterol tillförs delvis kroppen med föda, och används också för produktionen av könshormoner.
På ett endokrinologiskt plan insöndras kortisol från binjurarna som respons på flera samverkande hormoner som tillverkas av den så kallade HPA-axeln eller stressaxeln. Från hypotalamus insöndras kortikotropinfrisättande hormon (CRH) i blodet, vilket når hypofysen där det signalerar att adrenokortikotropiskt hormon (ACTH) ska frisättas. ACTH når sedan binjurebarken via blodomloppet, där det signalerar att kortisol ska insöndras. Kortisolet hittar sina målceller när det följer blodomloppet. När kortisolet sedan når hjärnan reglerar det halterna av sig själv genom negativ feedback då det minskar utsöndringen av CRH och ACTH.
Hormonutsöndringen sker dygnet runt med olika kraft. Vid rädsla, psykisk eller fysisk stress (flykt- och kamprespons), eller inflammationsrisk påverkas stressaxeln, och för att minska dess negativa påverkan frigörs kortisol i ännu högre grad. Kortisol är ett skyddande stresshormon som i lätt och tillfälligt förhöjda nivåer har en inflammationshämmande effekt på immunsystemets celler. Långvarig stress har dock motsatt effekt på immunförsvaret.

## Funktion och interaktioner
Blodet innehåller hos en frisk person alltid en viss halt av hormonet. Dess främsta funktion är att få levern att bilda glukos av aminosyror, varmed blodsockernivån ökar. En konsekvens av detta är att produktionen bryter ner proteiner i kroppens muskler och skelett för att tillgodose kroppens blodsockerbehov. En annan viktig funktion är att öka urinsystemets återupptagning av natrium och minska nivåerna av kalium. I detta påverkar kortisolet aldosteronnivåerna och deltar i osmoregleringen.
Långvarig stress kan både ge förhöjda och för låga värden av kortisol. Kortisol är livsnödvändigt även i icke-stressade situationer, då det bland annat håller blodtrycket på en jämn nivå, och reglerar vissa enzymer som är involverade i metabolisk homeostas. Det har en negativ korrelation med zink, varmed högre zinkvärden sänker kortisolet både temporärt och kroniskt. Kortisolvärdet i plasma stiger också av östrogen (till exempel under graviditet), medan studier av män visat att det är en antagonist till testosteron (kvinnor med Cushings kan dock utveckla maskulinisation). Oxytocin minskar kortisolhalten. Såsom en del av stressaxeln ses förhöjda nivåer kortisol i stressade situationer. Stressande situationer innefattar inte enbart negativa händelser eller jäkt, utan också t.ex. att förälska sig eller bli förälder. I sådana fall samverkar det med oxytocin på komplicerade och ännu inte fullt förstådda sätt. Dock tycks förhöjda nivåer kortisol hos modern någon månad efter födseln, sammanhänga med sämre samspel med barnet och fadern. Ett sådant samband med kortisol finns inte hos fäderna.
Kortisolnivåerna är ibland relaterade till kroppsvikten. Höga kortisolnivåer ger ofta högre midja-höft-kvot, och hänger då samman med högre blodtryck. Förhållandet är dock inte absolut, vare sig till BMI eller bukfetma, eftersom normalvariationerna i kroppsbyggnad är stora. Av den och andra anledningar har kvinnor oftare lägre kortisolutsöndring än män. Dock är det ingen skillnad mellan könens plasmanivåer av kortisol, vilket antyder att metabolismen eller bindningen i vävnaderna skiljer sig mellan könen. Fastän övervikt är vad som brukar förknippas med hyperkortisolism, hänger tillståndet också samman med svält, undervikt och anorexia nervosa.
Kortisolvärdena är relaterade till minnesbildning under stress och trauman. Långvarig och hög kortisolutsöndring skadar minnesbildning. Om kortisolutsöndringen uteblir under stressen eller traumat, kan minnesbilderna i stället förstärkas, och kortvarigt förhöjda kortisolnivåer har visat sig förstärka minnet vid tillfälliga stressorer. Detta beror på glukokortikoidreceptorernas aktivitet; kortvarig aktivitet förstärker kognition men långvarig aktivitet bryter ner vissa strukturer i hjärnan. Kortisolets påverkan under stress moduleras troligen av kvinnliga könshormoner. Långvarigt förhöjda kortisolnivåer, som vid en akut psykos eller akut stress, minskar storleken på hippocampus hos både barn och vuxna.
Fysisk träning påverkar kortisolutsöndringen. Under träning och en timme efteråt är kortisolnivåerna förhöjda, men ett dygn efter träningen är kortisolnivåerna sänkta jämfört med nivåerna före träningen.
Kortisolet samverkar med tyreoideahormonerna, och förändringar i kortisolnivåerna medför som regel förändrad sköldkörtelaktivitet och vice versa. Vid förhöjd sköldkörtelaktivitet (till exempel giftstruma) ökar hastigheten på kortisolets nedbrytning men också på kortisolets nyproduktion. Kroppen kan ofta själv klara av att reglera obalanser, men ibland kan långvariga förändringar i kortisolet påverka tyreoideahormonernas mängd och tvärt om. Hyperkortisolism kan både finnas vid hypertyreos, och (mycket oftare) hypotyreos.
Kortisolet verkar i flera organ, dit de binds av steroidreceptorer av klasserna glukokortikoidreceptorer och mineralkortikoidreceptorer, varav båda i stor utsträckning finns i limbiska systemet. Mineralkortikoidreceptorerna är mycket färre till antalet, men är under normala förhållanden mer benägna att binda till sig kortisol än glukokortikoidreceptorerna. Glukokortikoidreceptorerna är å andra sidan i större utsträckning involverade i att binda till sig kortisol under stress.

## Sjukdomar
Om kroppen inte kan bilda kortisol kallas det binjurebarksinsufficiens. Brist på kortisol benämns Addisons sjukdom och är ett potentiellt livshotande tillstånd, medan överskott av hormonet ger sjukdomen Cushings syndrom och bukfetma. Flera psykiska sjukdomar som depression och ångestsyndrom är associerade till störningar i utsöndringen av stresshormoner som kortisol. Vid depressioner är kortisolutsöndringen arytmisk och förhöjd, medan den vid posttraumatisk stress är för låg. Adrenogenitalt syndrom är en genetisk sjukdom med underproduktion av kortisol.
En långvarig förhöjd halt av kortisol har en rad effekter på kroppen. De mest uttalade är att kortisol trycker ned immunförsvaret samt höjer halterna av glukos i blodet. Den senare effekten åstadkommer kortisol genom att stimulera glukosbildning i lever samt stimulera till nedbrytning av fett i kroppens vävnader. 

## Läkemedel
Glukokortikoider som kortisol utnyttjas som behandling av många sjukdomstillstånd. Många hudsjukdomar som eksem och psoriasis behandlas med kortisol eller andra glukokortikoider.